# Utrecht Te Deum
Utrecht Te Deum – sakralna kompozycja Georga Friedricha Händla, jaką wykonał 7 lipca 1713 roku w katedrze św. Pawła w Londynie wraz z "Utrecht Jubilate" z okazji podpisania Traktatu Utrechckiego.
Dzieło nawiązuje do angielskich tradycji muzycznych, zwłaszcza do muzyki Henry'ego Purcella. Pomimo händlowskich nawiązań do Purcella, Utrecht Te Deum wyraża indywidualny styl Händla, bardziej skłonny do podniosłości. Utrecht Te Deum to jedna z pierwszych chóralnych kompozycji angielskich Händla. 